# 블라디미르 샤드린
블라디미르 니콜라예비치 샤드린(러시아어: Влади́мир Никола́евич Ша́дрин, 1948년 6월 6일~2021년 8월 26일)은 소련, 러시아의 아이스하키 선수, 지도자이다. 현역 시절 포지션은 센터로 소련 하키 리그의 스파르타크 모스크바 소속으로 활동했다. 1979년부터 1983년까지 일본 아이스하키 리그의 오지 제지 아이스하키단 소속으로 뛰기도 했다.
국제 대회에 소련 대표팀의 일원으로 활동하여 1972년과 1976년 동계 올림픽에서 금메달을 획득했다.